# Ковжун Олексій Олександрович
Олексій Олександрович Ковжун (нар. 29 червня 1965, Київ, Українська-РСР) — український медіа експерт, політичний консультант, телеведучий, громадський діяч.
Відомий участю в розвитку українського андеграундного музичного руху наприкінці 1980-х, роботою на телебаченні в 1990-х роках, а також аналітичною діяльністю у сфері політики, медіа та війни.

## Біографія
Олексій Ковжун народився 29 червня 1965 року в Києві в родині інженерів. Навчався на хімічному факультеті Київського національного університету, однак був відрахований за антирадянську діяльність. Після відрахування був призваний до радянської армії та направлений у «стройбат» на «перевиховання».

### Кар’єра в музичній сфері
Наприкінці 1980-х Ковжун став активним учасником альтернативного культурного середовища: організовував концерти українських і зарубіжних гуртів, зокрема Sonic Youth. Був директором гурту «Коллежский Асессор».
У 1990-х роках продовжив кар’єру музичного продюсера: організував рок-фестиваль «Місс Рок Європа» (один із його випусків відбувся у жіночій колонії), а також долучився до створення перших рейвів в Україні, зокрема Torba Party.
Тоді ж розпочав роботу на телебаченні — на каналах ТЕТ та Новий канал. Був телеведучим програми «Пост» і автором телепрограми «Решето».

### Політичний консалтинг і медіааналітика
У 2000-х роках зайнявся політичним консалтингом. Найвідоміший його клієнт — Юлія Тимошенко. Також працював із Сергієм Тарутою та допомагав Андрію Білецькому у створенні партії «Національний корпус».
Після вторгнення Росії в Україну у 2014 році став радником голови Донецької ОДА Сергія Тарути.
Ковжун часто виступає як експерт у медіа, бере участь у дискусіях щодо інформаційної політики, боротьби з дезінформацією, а також психологічної стійкості українського суспільства під час війни.
З 2023 року — співавтор і ведучий програми «Довга війна» на YouTube-каналі медіа «ҐРУНТ». На початку 2025 року запустив особистий YouTube-канал із двома авторськими програмами: «Немаленькі люди» та «Український акцент».

## Цікаві факти
Олексій Ковжун є далеким родичем Павла Ковжуна — українського графіка, маляра і мистецтвознавця.
У 1986 році зіграв музиканта в короткометражному фільмі «Кінець канікул» режисера Сергія Лисенка. За словами Ковжуна, після перегляду фільму ректор університету назвав музикантів «фашистами».
Був відрахований із Київського університету за збір підписів проти радянського вторгнення в Афганістан.
Є автором знаменитого постера з Юлією Тимошенко, де вона тримає жменю землі. До образу «Тигрюлі» не має жодного стосунку.